# David Kajganich
David Kajganich (* 15. November 1969 in Lorain, Ohio) ist ein US-amerikanischer Drehbuchautor und Filmproduzent.

## Leben
Kajganich studierte Fiction writing am renommierten Iowa Writers’ Workshop der University of Iowa. Danach hatte er verschiedene Lehraufträge u. a. an der University of Iowa, dem National Endowment for the Arts, der St. Albans School (Washington, D. C.) und der University of Miami. 2003 verkaufte er sein erstes Drehbuch und zog nach Los Angeles. Der erste nach seinem Drehbuch realisierte Spielfilm war  Invasion (2007), bei dem Oliver Hirschbiegel die Regie übernahm.
Zitat

„Die aristotelischen Grundlagen des Erzählens sind alles.
Zu begreifen, beispielsweise, wie man den Plot aus den Handlungen der Charaktere (character action) entwickelt, sollte das Herzstück jeder Ausbildung im Schreiben von Drehbüchern sein.“

Der von ihm mitproduzierte Kurzfilm En las nubes aus dem Jahr 2014 wurde auf verschiedenen Filmfestivals ausgezeichnet.

## Filmografie
- 2007: Invasion (The Invasion), Drehbuch
- 2008: Blood Creek (Town Creek), Drehbuch
- 2015: True Story – Spiel um Macht (True Story), Drehbuch
- 2015: A Bigger Splash, Drehbuch
- 2018: Suspiria, Drehbuch und Produktion
- seit 2018: The Terror (Fernsehserie, Schöpfer)
- 2019: Friedhof der Kuscheltiere, Drehbuch
- 2022: Bones and All, Drehbuch und Produktion